# Drama litúrgico

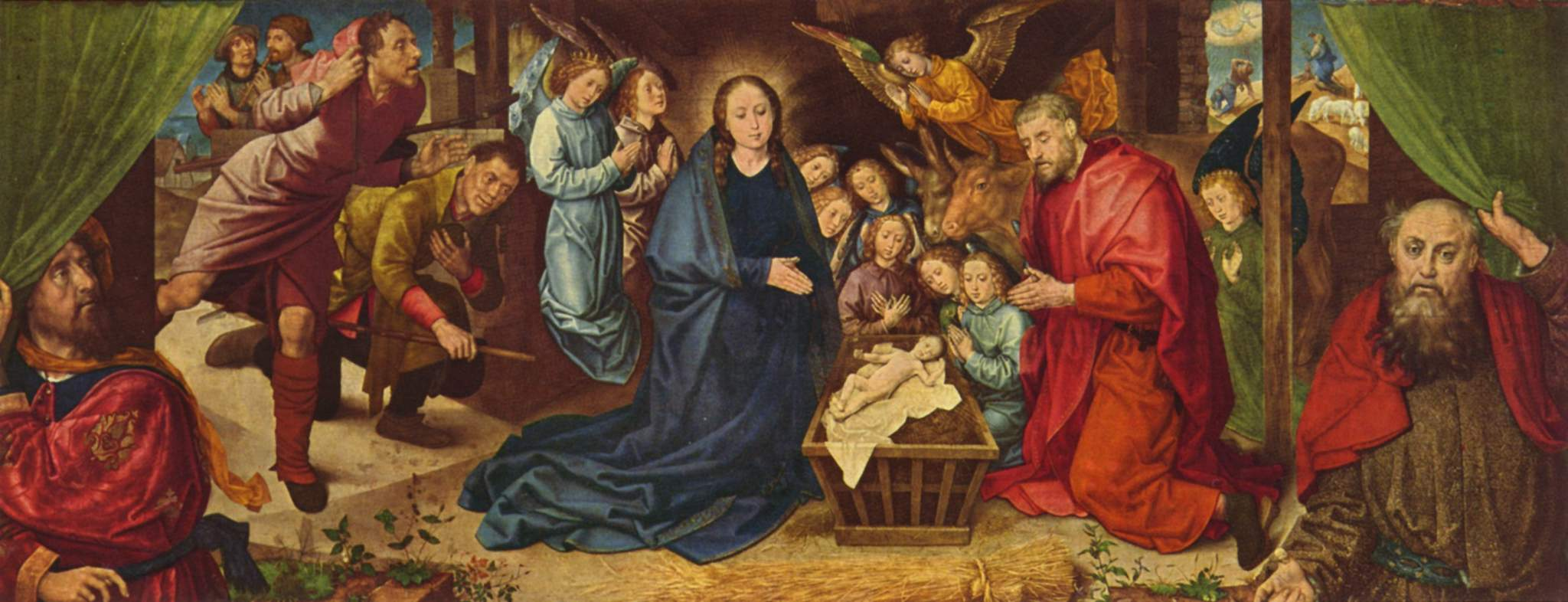
La adoración de los pastores, de Hugo van der Goes, pudo tomar elementos del Officium pastores. Así lo evoca el gesto teatral de los profetas Isaías y Jeremías que levantan unas cortinas para desvelar la escena.

El drama litúrgico, en el contexto de la religión cristiana, se originó en las iglesias europeas a finales del siglo IX y a partir de breves composiciones dramáticas cantadas o recitadas en latín, desarrollándose a lo largo de la Edad Media en España y Francia. Su evolución generó los milagros, los misterios y los autos sacramentales. En el ámbito musical puede relacionarse como germen del drama sacro, etiqueta con la que se clasifican algunos ejemplos operísticos cuyos argumentos relatan episodios bíblicos.

## Evolución histórica

### Los tropos
Se considera que el drama litúrgico tuvo su origen en los llamados tropos, breves textos recitados o cantados en forma de diálogo, (probablemente nacidos en torno al canto del Aleluya e incorporando con frecuencia antiguos melismas de origen griego o romano), que comenzaron a tener estructura musical en algunas de las más importantes fiestas litúrgicas como la Pascua y la Navidad. 
Su uso más antiguo se localiza en el siglo IX, en el Abadía de San Galo (Suiza) y de ahí se difundieron por Europa. El concepto de drama litúrgico surge cuando se pasó de cantar simplemente el breve texto a acompañarlo de una pequeña representación alrededor del altar. Estos embriones del drama litúrgicos tenían ya la vocación didáctica que supone el uso de la mímesis y la existencia de un destinatario.

### Primeras obras
Las primeras representaciones conocidas son las del llamado Quem quaeritis? o Visitatio sepulchri, asociado con las celebraciones de la Vigilia Pascual, que dramatizaba la visita de las Tres Marías al sepulcro de Jesús y su conversación con un ángel. Se desarrolló por toda Europa occidental en los siglos X y XI. La primera noticia de este drama litúrgico en la península ibérica se da en unos breviarios de finales del siglo XI del monasterio de Santo Domingo de Silos. Además del Quem quaeritis?, otros dramas litúrgicos de la época son:
- El Officium pastorum, que representa la adoración de los pastores al niño Jesús y supone la representación más antigua relacionada con la Navidad.
- El Ordo stellae, relacionado con la visita de los Reyes Magos o Epifanía.
- El Ordo prophetarum, representación en que los profetas del Antiguo Testamento anuncian la venida de Jesucristo. En ocasiones se añaden también las figuras de Virgilio y la Sibila.
- La Depositio, dramatización de la deposición del cuerpo de Jesús en el sepulcro el día de Viernes Santo.[5]

### Localizaciones
Según Alan Deyermond, los dramas litúrgicos en latín se han documentado con facilidad en Cataluña, pero no así en Castilla (en las catedrales de Palencia y Segovia); en el resto de reinos peninsulares medievales hay algunos restos y pistas, como un Quem quaeritis de Santiago de Compostela, y ejemplos muy similares del Officium pastorum en Coímbra, Huesca y un misal del siglo XV procedente de la Basílica de Nuestra Señora del Pilar, en Zaragoza. Para el hispanista británico, la abundancia de estas piezas en Cataluña se debe al influjo político y cultural occitano. A su vez, el escaso desarrollo del drama litúrgico en latín en Castilla se debería a la introducción tardía del rito romano en la Meseta y la influencia que ejercían los monjes cluniacenses, orden que, al parecer, no estaba interesada en el desarrollo del drama.

### ElCanto de la Sibila
La pieza que con mayor presencia se ha rastreado en la península es el llamado Cantus sybillae o Iudicium signum, como parte del primitivo Ordo prophetarum, con textos tanto en latín como en lenguas vulgares. En su argumento, la Sibila profetiza la llegada del Juicio Final. Se desarrolló particularmente en los territorios de lengua catalana: se conocen versiones en Barcelona, Valencia, Montpellier, Palma de Mallorca, Lluchmayor, entre otros. También se dio en territorio castellano: las más famosas fueron las de Toledo, Córdoba y León.

## Milagros y misterios
La evolución que acabó convirtiendo los diálogos dramatizados (que daban vida al drama litúrgico) en prototipos del drama sacro, es decir, los milagros, los juegos («jeux») y los misterios, puede concretarse en cinco factores:
1. Aumento del número de participantes en la representación;
2. Integración de actores laicos en el drama;
3. Se abandona el interior de las iglesias (el espectáculo sale a las calles y, en algunos casos, llega a hacerse itinerante);
4. El latín se queda para los oficios de los templos y los dramas, más populares, comienzan a construirse y representarse en lengua vulgar y de carácter vernáculo (lenguas romances);[nota 2]
5. La ampliación de la temática religiosa (ya no es suficiente la vida y milagros de Cristo);[nota 3]

El valor histórico del milagro es haber servido de contexto a la evolución de la Edad Media hacia la Edad Moderna. Buen ejemplo de ello son los Misterios de la Pasión de Arnoul Greban (con treinta y cinco mil versos, más de doscientos personajes y cuatro jornadas de puesta en escena), o el de Jean Michel: 65.000 versos, diez jornadas y pasajes entre lo costumbrista y lo truculento, como los amores de Judas Iscariote y la vida profesional de María Magdalena.

### El misterio de Elche

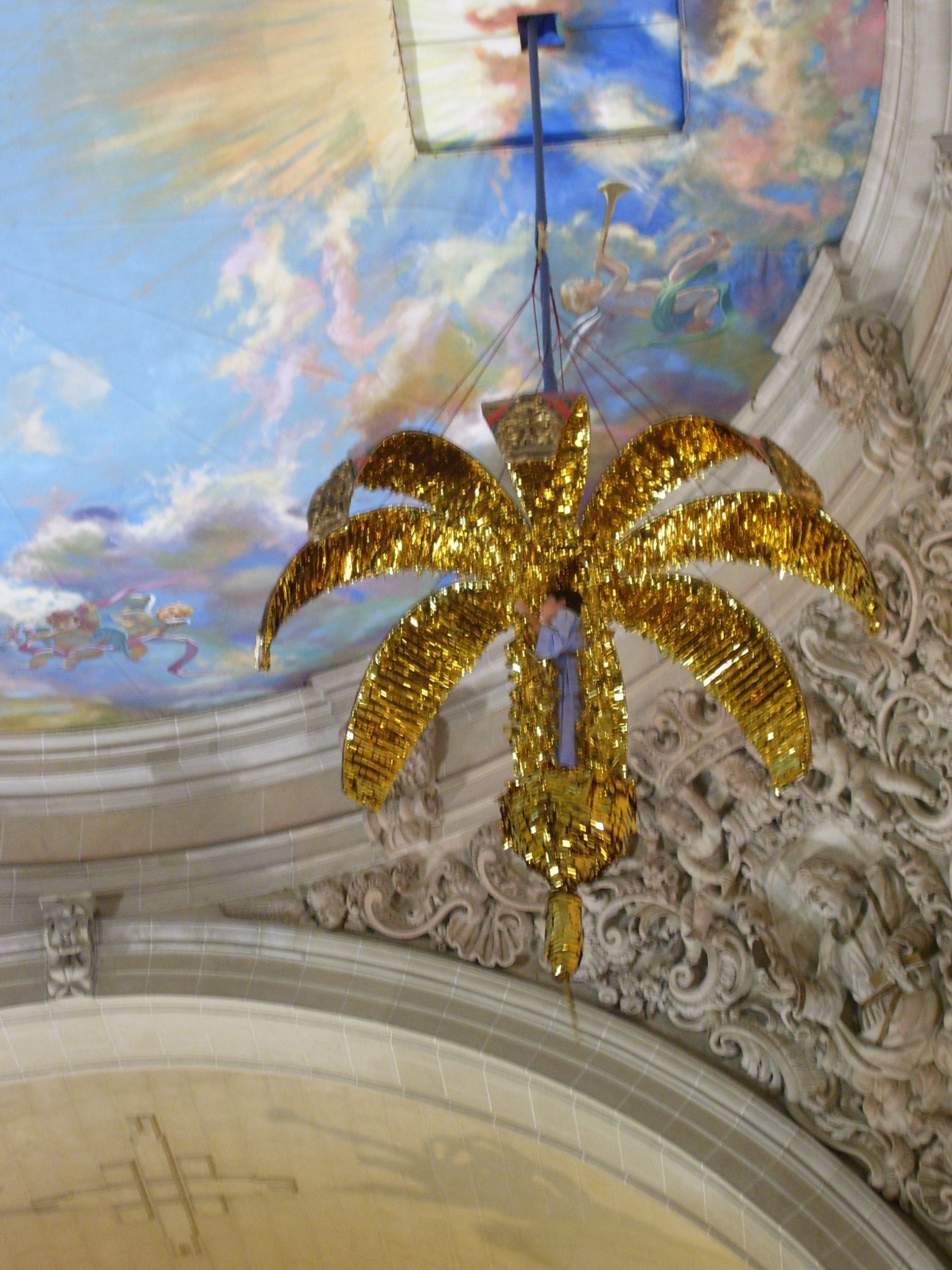
Misterio de Elche, escena del descenso del ángel en la "Mangrana".

El Misteri d'Elx (Misterio de Elche en castellano) es un drama sacro-lírico religioso que recrea la Dormición, Asunción y Coronación de la Virgen María. El misterio, dividido en dos actos, se representa cada 14 y 15 de agosto en el interior de la Basílica de Santa María, en la ciudad de Elche (Alicante).
Su origen se sitúa en torno a la segunda mitad del siglo XV; se trata de la única obra en su género que se continúa representando en la actualidad, ininterrumpidamente y superando la prohibición en el Concilio de Trento de representar obras teatrales en el interior de las iglesias. El Papa Urbano VIII quien, en 1632, concedió al pueblo de Elche, a través de una bula, el permiso para continuar con dicha representación.
Todos los personajes son interpretados por varones, respetando la prohibición a las mujeres de participar en este tipo de representaciones. El texto, a excepción de algunos versos en latín, está escrito en valenciano antiguo.

## Autos sacramentales
- Artículo principal: auto sacramental

Definidos en 1924 por Ángel Valbuena Prat como "composiciones dramáticas en una jornada, alegóricas y relativas generalmente a la Comunión", los autos sacramentales comenzaron a representarse en los pórticos de las iglesias, los templos (y más tarde, sobre carros montados como escenarios en las plazas de pueblos y villas) en el siglo XVI, continuando la tradición dramático-religiosa de los misterios y milagros. Fueron prohibidos como tal género en 1765.

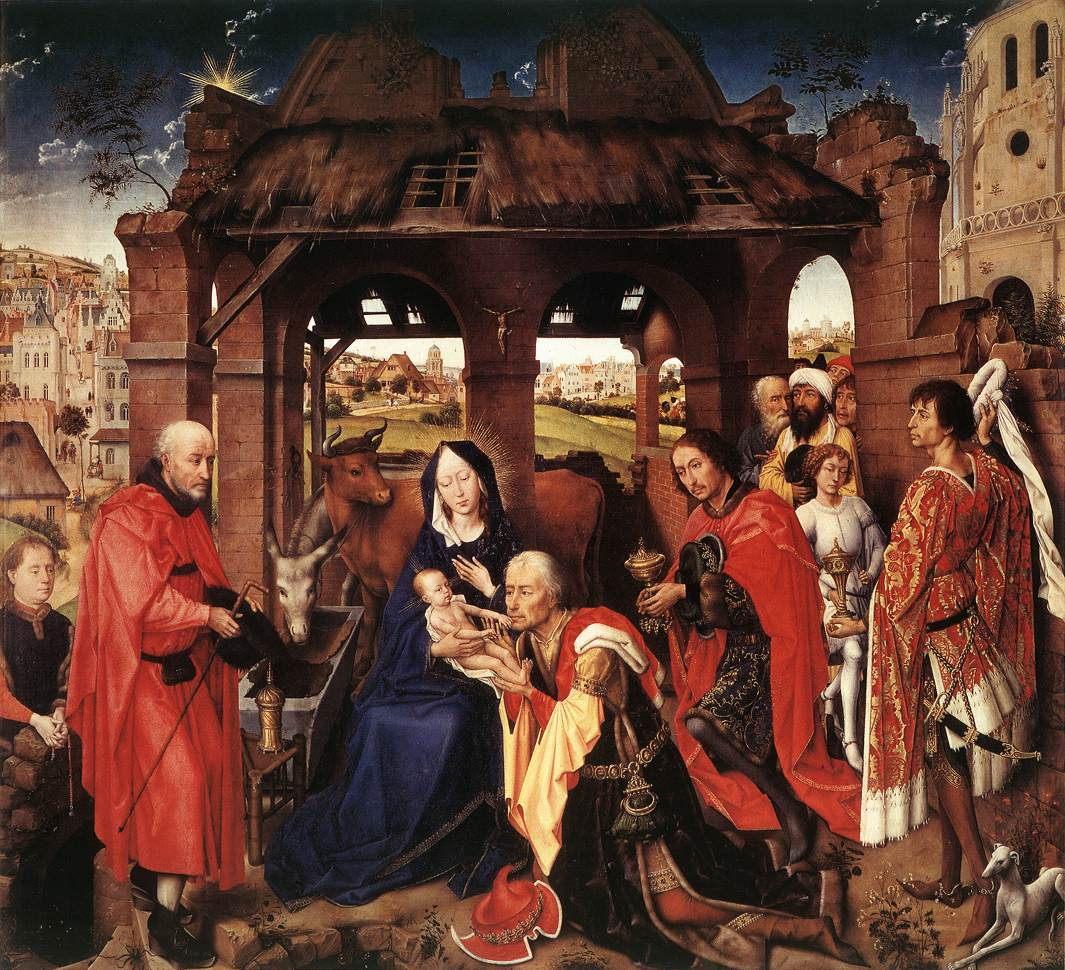
Los "steleros" magos en el Altar de Santa Columba (tabla central), hacia 1455, de Rogier van der Weyden.

### ElAuto de los Reyes Magos
Escrito a comienzos del siglo XIII y descubierto a finales del siglo XVIII, el Auto de los Reyes Magos, un ordo stellae que se debía celebrar en la Catedral de Toledo con ocasión de la Navidad, es el más antiguo texto teatral conservado en lengua romance de la península ibérica. Es, además, el único texto dramático conservado en castellano anterior al siglo XV. Asimismo, es el único Ordo stellae conservado en toda la península.
Se cree que fue compuesto siguiendo modelos franceses, por un autor toledano. El texto, un códice conservado en la Catedral de Toledo, está escrito en una mezcla de castellano y otras lenguas, como el romance mozárabe y el gascón. Se conservan 147 versos polimétricos, en los que se describe a los 'reyes' Melchor, Gaspar, y Baltasar siguiendo la estrella en su viaje a Belén y su visita al rey Herodes.